# J'aimerais j'aimerais
Pour plus de détails, voir Fiche technique et Distribution.
J'aimerais j'aimerais est un film français de Jann Halexander sorti en 2007 (support DVD).

## Synopsis
2006. Chantonnay, petite ville de Vendée. Antoine Blanchard, homme solitaire victime d'homophobie, est amoureux fou d'un député catholique, Philistin de Valence, qui cache sa double vie à sa femme et ses enfants. La relation amoureuse est malsaine, étouffante et ne tarde pas à virer au drame…[réf. souhaitée]

## Fiche technique
- Scénario : Jann Halexander
- Image : Jolyon Derfeuil
- Son : Jann Halexander / Aurélien Merle
- Montage : Aurélien Merle
- Musique : Jann Halexander
- Production : Trilogie Halexander
- Durée : 30 minutes
- Diffusion : DVD Collection Homovies, Société Les Films de l'Ange, juillet 2007. Durée totale du dvd (inclus bonus audio, bonus vidéos, interview, concert de Jann Halexander et bandes annonces) 1h47. Pal.Stéréo. All Zones. couleur. Collection Homovies.

## Distribution
- Jann Halexander : (Antoine Blanchard)
- Valère Alama  : (Philistin de Valence)

## Autour du film
- Il s'agit d'un film muet, avec de longues plages de silences jugées déstabilisantes qui alternent avec de courtes plages musicales.
- Valère Alama qui joue le rôle du député n'est autre que l'ex-ami du chanteur-réalisateur franco-gabonais (source : horreur.com). En effet, le réalisateur eut beaucoup de difficultés pour trouver un acteur noir pour jouer le rôle d'un homosexuel.
- Le journal Vendée Matin a annoncé la réalisation d'une suite, toujours par le même réalisateur, prévue pour 2008, intitulée Goodbye Tristesse.

- L'enregistrement du concert figurant dans les bonus eut lieu au théâtre parisien Darius Milhaud.

- Le film a été tourné dans la commune de Chantonnay en Vendée.